# Robert Enrico
Gino Robert Enrico (Liévin, 13 april 1931 – Parijs, 23 februari 2001) was een Frans filmregisseur en scenarist. Hij verwezenlijkte 23 films waarvoor hij praktisch altijd aan het scenario meeschreef.

## Leven en werk

### Afkomst en opleiding
Enrico werd in Noord-Frankrijk geboren als zoon van Italiaanse migranten. Hij groeide op in Toulon waar zijn ouders een fietsenwinkel hadden. In 1951 studeerde hij af aan de filmacademie Institut des hautes études cinématographiques (IDHEC).

### Korte films en speelfilmdebuut
Hij legde zich toe op de montage en op het maken van korte films voor industriële - en landbouwbedrijven. In 1962 trok hij al meteen de aandacht met de korte film La Rivière du hibou die zowel met een Gouden Palm als met een Oscar beloond werd. Het jaar daarop nam hij die korte film op in Au cœur de la vie, een sketchenfilm die bestond uit drie verfilmingen van verhalen van Ambrose Bierce die zich afspeelden tijdens de Secessieoorlog. Zijn eerste speelfilm La Belle Vie (1963) werd gecensureerd en niet uitgebracht, omdat  in Frankrijk het thema van de Algerijnse Oorlog nog veel te gevoelig lag.

### Jaren zestig: doorbraak met Lino Ventura
Enrico verwierf bekendheid bij het grote publiek dankzij de avonturenfilms Les Grandes Gueules (1965) en Les Aventuriers (1967); twee van de belangrijkste kassuccessen van Lino Ventura. In die avonturenfilms hadden naast Ventura respectievelijk Bourvil en Alain Delon een hoofdrol. Ventura speelde ook in Enrico's derde avonturenfilm, Boulevard du rhum (1971); een van de laatste films met Brigitte Bardot.

### Jaren zeventig: succes met Philippe Noiret
In 1974 werkte hij voor het eerst samen met Philippe Noiret voor de thriller  Le Secret. Het jaar daarop behaalde hij met Noiret en Romy Schneider zijn grootste commercieel succes, het oorlogsdrama Le Vieux Fusil dat met de allereerste César voor Beste film gelauwerd werd. Daarnaast kreeg de film nog twee andere Césars: de César voor Beste acteur (Noiret) en voor Beste filmmuziek. Noiret schitterde nog een derde keer, nu in de politiefilm Pile ou face (1980) met Michel Serrault.

### Jaren tachtig
In Au nom de tous les miens (1983) verfilmde Enrico het dramatische leven van Martin Gray, een Poolse Jood die uit Treblinka ontsnapte en jaren later zijn gezin in een bosbrand verloor.
In 1988 mocht hij de opnames van Les Années lumière voor zijn rekening nemen; het eerste deel van het prestigieuze historische fresco La Révolution française. De film moest de tweehonderdste verjaardag van de Franse Revolutie de nodige luister bijzetten en er was een enorm budget beschikbaar. Ondanks de weelde aan acteurs en figuranten, kostuums en decors werd de film een commercieel fiasco. Enrico beëindigde zijn carrière tien jaar later met het familiaal drama Fait d'hiver.
Hij nam het voorzitterschap op zich van l’Académie des arts et techniques du Cinéma, van de Société des réalisateurs de films, en van de Fédération européenne des réalisateurs audiovisuels.

### Privéleven
Hij was gehuwd met de scenariste en editor Patricia Nény, met wie hij drie kinderen kreeg. Zijn zoon Jérôme Enrico is eveneens regisseur.
Enrico overleed in 2001 op 69-jarige leeftijd aan de gevolgen van longkanker. Hij ligt begraven op het Cimetière du Montparnasse.

## Filmografie

### Speelfilms
- 1956 - Paradiso Terrestre (A chacun son paradis) (natuurdocumentaire; regie samen met Luciano Emmer)
- 1956 - Jehanne (kortfilm)
- 1961 - La Rivière du hibou (korte film naar de novelle An Occurrence at Owl Creek Bridge (1890) van Ambrose Bierce)
- 1962 - Au cœur de la vie (sketchenfilm bestaande uit L'Oiseau moqueur, Chickamauga en La Rivière du hibou)
- 1962 - La Belle Vie
- 1964 - Contre point
- 1965 - Les Grandes Gueules (naar de roman Le Haut-Fer van José Giovanni)
- 1967 - Les Aventuriers (naar de gelijknamige roman van José Giovanni)
- 1967 - Tante Zita
- 1968 - Ho ! (naar de gelijknamige roman van José Giovanni)
- 1971 - Boulevard du rhum
- 1971 - Un peu, beaucoup, passionnément...
- 1972 - Les Caïds
- 1974 - Le Secret
- 1975 - Le Vieux Fusil
- 1976 - Un neveu silencieux
- 1977 - Coup de foudre (onvoltooid)
- 1979 - L'Empreinte des géants
- 1980 - Pile ou face
- 1983 - Au nom de tous les miens (naar het gelijknamig autobiografisch werk van Martin Gray)
- 1985 - Zone rouge
- 1987 - De guerre lasse (naar de gelijknamige roman van Françoise Sagan)
- 1989 - La Révolution française (eerste deel: Les Années lumière)
- 1991 - Vent d'est
- 1999 - Fait d'hiver

### Televisie
- 1965 - La Redevance du fantôme (televisiefilm naar de novelle The Ghostly Rental (1876) van Henry James)
- 1985 - Au nom de tous les miens (feuilleton; lange versie van de gelijknamige speelfilm)
- 1996 - Saint-Exupéry: La Dernière Mission (televisiefilm)
- 1989 - La Révolution française (lange versie van de speelfilm)

## Prijzen
- 1962 - La Belle Vie: Zilveren Schelp voor beste regisseur op het Internationaal filmfestival van San Sebastian
- 1962 - La Rivière du hibou: Gouden Palm voor Beste korte film op het Filmfestival van Cannes
- 1963 - La Rivière du hibou: Oscar voor Beste korte film
- 1964 - La Belle Vie: Prix Jean Vigo
- 1976 - Le Vieux Fusil: César voor Beste film
- 1985 - Le Vieux Fusil: César des Césars

- Bibsys: 11076556
- Biblioteca Nacional de España: XX1125335
- Bibliothèque nationale de France: cb12136470z (data)
- Catàleg d'autoritats de noms i títols de Catalunya: 981061098869206706
- CiNii: DA1221883X
- Gemeinsame Normdatei: 118682121
- International Standard Name Identifier: 0000 0001 2140 9903
- Library of Congress Control Number: n83198705
- MusicBrainz: c8961161-f684-4a25-b27e-97968bf8a1d0
- Nationale Bibliotheek van Tsjechië: ola2002161272
- Nederlandse Thesaurus van Auteursnamen: 071910476
- Réseau des bibliothèques de Suisse occidentale: 02-A003218422
- SNAC: w6ns1q89
- Système universitaire de documentation: 029818818
- Virtual International Authority File: 79065405
- WorldCat: E39PBJgRQv6JHm4RbKhQgYgxjC